# 진도아리랑 (드라마)
《진도아리랑》은 한국방송공사 1TV 특집드라마이다.

## 출연진
- 권미혜
- 김영식
- 백수련
- 이대로
- 이미경